# Fase española de la Copa de las Regiones UEFA 2019-20
La Fase española de la Copa de las Regiones UEFA 2019-20 fue la duodécima edición del campeonato que sirve para definir el representante de España a la Copa de las Regiones de la UEFA, donde el campeón participa en la edición de 2021.

## Primera fase

### Grupo A
Los partidos fueron jugados en Arroyo de San Serván y la Puebla de la Calzada, en Badajoz.
| Pos. | Equipo          | Pts. | PJ | G | E | P | GF | GC | Dif. | Clasificación           |     | Bandera de Extremadura | Bandera de Aragón | Bandera de Cataluña |
| ---- | --------------- | ---- | -- | - | - | - | -- | -- | ---- | ----------------------- | --- | ---------------------- | ----------------- | ------------------- |
| 1    | Extremadura (H) | 4    | 2  | 1 | 1 | 0 | 2  | 1  | +1   | Avanzan a la Fase final |     | —                      | 2–1               | —                   |
| 2    | Aragón          | 3    | 2  | 1 | 0 | 1 | 2  | 2  | 0    |                         |     | —                      | —                 | 1–0                 |
| 3    | Cataluña        | 1    | 2  | 0 | 1 | 1 | 0  | 1  | −1   |                         | 0–0 | —                      | —                 |                     |

 Fuente: RFEF

### Grupo B
Los partidos fueron jugados en Vícar, Almería.
| Pos. | Equipo               | Pts. | PJ | G | E | P | GF | GC | Dif. | Clasificación           |     | Bandera de Andalucía | Bandera de Asturias | Bandera de la Comunidad Valenciana |
| ---- | -------------------- | ---- | -- | - | - | - | -- | -- | ---- | ----------------------- | --- | -------------------- | ------------------- | ---------------------------------- |
| 1    | Andalucía (H)        | 4    | 2  | 1 | 1 | 0 | 3  | 2  | +1   | Avanzan a la Fase final |     | —                    | 3–2                 | —                                  |
| 2    | Asturias             | 3    | 2  | 1 | 0 | 1 | 4  | 4  | 0    |                         |     | —                    | —                   | 2–1                                |
| 3    | Comunidad Valenciana | 1    | 2  | 0 | 1 | 1 | 1  | 2  | −1   |                         | 0–0 | —                    | —                   |                                    |

 Fuente: RFEF

### Grupo C
Los partidos fueron jugados en Torrelodones.
| Pos. | Equipo                  | Pts. | PJ | G | E | P | GF | GC | Dif. | Clasificación                |   | Bandera del País Vasco | Bandera de la Comunidad de Madrid | Bandera de Canarias |
| ---- | ----------------------- | ---- | -- | - | - | - | -- | -- | ---- | ---------------------------- | - | ---------------------- | --------------------------------- | ------------------- |
| 1    | País Vasco              | 4    | 2  | 1 | 1 | 0 | 2  | 0  | +2   | Avanzan a la Fase intermedia |   | —                      | —                                 | 0–0                 |
| 2    | Comunidad de Madrid (H) | 3    | 2  | 1 | 0 | 1 | 1  | 2  | −1   |                              |   | 2–0                    | —                                 | —                   |
| 3    | Canarias                | 1    | 2  | 0 | 1 | 1 | 0  | 1  | −1   |                              | — | 0–1                    | —                                 |                     |

 Fuente: RFEF

### Grupo D
Los partidos fueron jugados en Santa Eulalia del Río, San Rafael y la ciudad de Ibiza, en la isla de Ibiza.
| Pos. | Equipo             | Pts. | PJ | G | E | P | GF | GC | Dif. | Clasificación                |     | Bandera de las Islas Baleares | Bandera de Cantabria | Bandera de Navarra |
| ---- | ------------------ | ---- | -- | - | - | - | -- | -- | ---- | ---------------------------- | --- | ----------------------------- | -------------------- | ------------------ |
| 1    | Islas Baleares (H) | 6    | 2  | 2 | 0 | 0 | 2  | 0  | +2   | Avanzan a la Fase intermedia |     | —                             | 1–0                  | —                  |
| 2    | Cantabria          | 3    | 2  | 1 | 0 | 1 | 1  | 0  | +1   |                              |     | —                             | —                    | 3–0                |
| 3    | Navarra            | 0    | 2  | 0 | 0 | 2 | 0  | 4  | −4   |                              | 0–1 | —                             | —                    |                    |

 Fuente: RFEF

### Grupo E
Los partidos fueron jugados en Haro.
| Pos. | Equipo          | Pts. | PJ | G | E | P | GF | GC | Dif. | Clasificación                |     | Bandera de La Rioja (España) | Bandera de Castilla y León | Bandera de Melilla |
| ---- | --------------- | ---- | -- | - | - | - | -- | -- | ---- | ---------------------------- | --- | ---------------------------- | -------------------------- | ------------------ |
| 1    | La Rioja (H)    | 4    | 2  | 1 | 1 | 0 | 4  | 1  | +3   | Avanzan a la Fase intermedia |     | —                            | 1–1                        | —                  |
| 2    | Castilla y León | 4    | 2  | 1 | 1 | 0 | 3  | 2  | +1   |                              |     | —                            | —                          | 2–1                |
| 3    | Melilla         | 0    | 2  | 0 | 0 | 2 | 1  | 5  | −4   |                              | 0–3 | —                            | —                          |                    |

 Fuente: RFEF

### Grupo F
Los partidos fueron jugados en Sangenjo e Isla de Arosa, Pontevedra.
| Pos. | Equipo             | Pts. | PJ | G | E | P | GF | GC | Dif. | Clasificación                |   | Bandera de Galicia | Bandera de Castilla-La Mancha | Bandera de Ceuta |
| ---- | ------------------ | ---- | -- | - | - | - | -- | -- | ---- | ---------------------------- | - | ------------------ | ----------------------------- | ---------------- |
| 1    | Galicia (H)        | 6    | 2  | 2 | 0 | 0 | 6  | 0  | +6   | Avanzan a la Fase intermedia |   | —                  | —                             | 4–0              |
| 2    | Castilla-La Mancha | 3    | 2  | 1 | 0 | 1 | 3  | 3  | 0    |                              |   | 0–2                | —                             | —                |
| 3    | Ceuta              | 0    | 2  | 0 | 0 | 2 | 1  | 7  | −6   |                              | — | 1–3                | —                             |                  |

 Fuente: RFEF

## Fase intermedia
La fase intermedia se jugó a partido único en La Ciudad del Fútbol en Las Rozas de Madrid, el 12 de febrero de 2020.
| Equipo 1   | Resultado | Equipo 2       |
| ---------- | --------- | -------------- |
| País Vasco | 2–3       | Galicia        |
| La Rioja   | 0–4       | Islas Baleares |

## Fase final
La fase final se jugó entre el 10 y el 11 de marzo de 2020 en La Ciudad del Fútbol en Las Rozas de Madrid.

### Cuadro
|  | Semifinales         | Semifinales         |           |         | Final               | Final               |  |
|  | 10 de marzo de 2020 | 10 de marzo de 2020 |           |         | 11 de marzo de 2020 | 11 de marzo de 2020 |  |
|  |                     |                     |           |         |                     |                     |  |
|  |                     |                     |           |         |                     |                     |  |
|  | Galicia             | 4                   |           |         |                     |                     |  |
|  | Galicia             | 4                   |           |         |                     |                     |  |
|  | Islas Baleares      | 1                   |           |         |                     |                     |  |
|  | Islas Baleares      | 1                   |           | Galicia | 2                   |                     |  |
|  |                     |                     |           | Galicia | 2                   |                     |  |
|  |                     |                     | Andalucía | 0       |                     |                     |  |
|  | Extremadura         | 0                   | Andalucía | 0       |                     |                     |  |
|  | Extremadura         | 0                   |           |         |                     |                     |  |
|  | Andalucía           | 4                   |           |         |                     |                     |  |
|  | Andalucía           | 4                   |           |         |                     |                     |  |
|  |                     |                     |           |         |                     |                     |  |

| Predecesor: Castilla y León | Copa de las Regiones Las Rozas de Madrid XII Edición | Sucesor: Por definir |